# Сосны (Винницкая область)
Сосны́ (укр. Сосни) — село на Украине, находится в Литинском районе Винницкой области.
Код КОАТУУ — 0522486401. Население по переписи 2001 года составляет 976 человек. Почтовый индекс — 22344. Телефонный код — 4347.
Занимает площадь 0,171 км².
В селе действует храм Покрова Пресвятой Богородицы Литинского благочиния Винницкой епархии Украинской православной церкви.

## Адрес местного совета
22344, Винницкая область, Литинский р-н, с. Сосны, ул. Центральная, 8